# Circuito internazionale di Corea
Il circuito internazionale di Corea (Korean International Circuit, in coreano: 코리아 인터내셔널 서킷) è un circuito situato nella provincia della Sud Jeolla, a pochi km da Gwangju, in Corea del Sud. Ha ospitato tutte e quattro le edizioni del Gran Premio di Corea di Formula 1 (dal 2010 al 2013).

## Storia
Il disegno del tracciato è stato affidato all'ingegnere tedesco Hermann Tilke che ha curato la realizzazione anche di altre piste del calendario. Esso è composto da due parti, una parte permanente ed una temporanea; quest'ultima è posta lungo il lato del porto e gli spettatori potranno guardare il gran premio dal lungomare, dagli alberghi e dalle loro barche. Le simulazioni effettuate al computer prima della gara d'esordio della Formula 1 nel 2010, stimavano in circa un minuto e quarantaquattro secondi il tempo necessario per percorrere un giro completo della pista. La velocità media avrebbe dovuto essere di 195 km/h, mentre la punta massima di 315 km/h, da raggiungere al termine del lungo rettifilo tra le curve 2 e 3. Il carico aerodinamico richiesto alle vetture avrebbe dovuto essere simile a quello necessario sulla pista di Suzuka. I giudizi dei piloti sulla pista sono comunque positivi: Michael Schumacher afferma di essere sorpreso dalla pista in maniera positiva, mentre Robert Kubica la definisce "dieci volte migliore di quella di Abu Dhabi". La zona Paddock è usata solo durante il gran premio, mentre per il resto dell'anno è destinata ad altri utilizzi con possibili strutture quali negozi, ristoranti e caffè, che però non sono state ancora completate; la struttura, di fatto, rimane nelle condizioni in cui si trovava al momento della sua inaugurazione. Il completamento dei lavori era previsto per il tardo 2009, poi slittato a metà 2010. Il 10 dicembre 2009 gli organizzatori hanno affermato che il circuito sarebbe stato pronto per il 5 giugno 2010, pur non negando le difficoltà nei reperire i fondi necessari per la costruzione e l'organizzazione del gran premio; gli stessi hanno inoltre escluso la possibilità che il gran premio possa tenersi di notte. Nel luglio 2010 la KAVO, la società promotrice della struttura, ha affermato che la pista sarà pronta per la fine di agosto 2010. Il 4 settembre 2010, in occasione dell'inaugurazione del circuito, ha percorso alcuni giri anche una vettura di Formula 1, una Red Bull guidata da Karun Chandhok.
Il primo Gran Premio di Corea di Formula 1 era previsto per il 24 ottobre.  Il 26 settembre 2010 il patron del Circus Bernie Ecclestone aveva comunque messo in dubbio la possibilità che il gran premio venisse disputato. L'ultima e decisiva ispezione di Charlie Whiting si è tenuta lunedì 11 ottobre 2010, per constatare se i lavori svolti fossero in regola e il circuito fosse in grado di ospitare l'evento. La decisione definitiva, attesa per il 13 ottobre, è stata comunicata con un giorno di anticipo, ed è stata positiva. Vi furono però delle lamentele in merito allo stato dell'asfalto e alla difficoltà per le scuderie di raggiungere il circuito. È stata modificata l'entrata ai box considerata troppo pericolosa dai piloti, in quanto la differenza di velocità fra chi percorre quel punto del circuito e chi entra in pit-lane è troppo elevata. La gara è stata caratterizzata da una forte pioggia, tanto che le vetture partono dietro la vettura di sicurezza, prima di fermarsi per l'esposizione della bandiera rossa. Il gran premio viene ripreso, sempre dietro la safety car (che guida il gruppo per 17 giri), dopo circa un'ora, col rischio che l'oscurità della sera piombi sul circuito negli ultimi giri. Le condizioni della pista, rese difficili anche a causa del poco tempo passato dalla stesura dell'asfalto che trasuda olio per la forte pioggia, non sono migliorate di molto. Alla fine, la gara terminerà con la vittoria di Fernando Alonso su Ferrari, davanti a Lewis Hamilton su McLaren-Mercedes e a Felipe Massa, anch'esso su Ferrari.Tra il 26 e il 28 novembre 2010, il circuito avrebbe dovuto ospitare anche il Korea Super Prix, una gara di Formula 3 con dei test nella giornata del venerdì, le qualifiche al sabato assieme a una breve gara, seguiti la domenica dalla gara principale. Il 3 novembre 2010 è stata ufficializzata la sua cancellazione, dovuta a problemi tecnici dell'impianto. Per l'edizione 2011, a seguito delle critiche ricevute dal circuito nella stagione passata, viene allontanato il muretto della curva 17 dalla pista e lo stesso disegno della curva viene modificato. Durante le prove libere vi è un incidente tra Nico Rosberg e Jaime Alguersuari: il pilota della Mercedes è arrivato lungo alla prima curva, finendo per centrare la vettura del pilota spagnolo che con la sua Toro Rosso stava appunto prendendo la via della pista. Per tale motivo il tedesco ha anche consigliato di modificare il disegno della corsia di rientro in pista dai box, giudicata troppo pericolosa rispetto alla conformazione della prima curva del tracciato. La FIA ha deciso di far installare delle indicazioni luminose nel punto della pista per agevolare la sicurezza dei piloti. Nell'edizione 2012 gli organizzatori del Gran Premio, pur avendo perduto uno degli sponsor principali del circuito, assicurano la presenza della gara in calendario anche per gli anni futuri vincolata a una rinegoziazione con Bernie Ecclestone dei termini dell'accordo. Nel corso del weekend del gran premio viene annunciato il prolungamento del contratto fino al campionato 2016.
Nella prima bozza del calendario 2014 il Gran Premio, ancora soggetto all'approvazione definitiva, viene spostato da ottobre ad aprile; lo stesso viene confermato anche nelle due bozze successive. Nella versione definitiva del calendario 2014, la corsa viene esclusa a causa dei problemi finanziari. Dopo il Consiglio Mondiale della FIA, tenutosi a Doha nel dicembre 2014, la Federazione ha inserito nel calendario 2015 il Gran Premio di Corea, nonostante le difficoltà economiche denunciate dagli organizzatori. Il 7 gennaio 2015, il Gran Premio viene escluso definitivamente dal calendario iridato sempre a causa dei problemi economici.

## Albo d'oro della Formula 1
| Anno | Pilota           | Scuderia |
| ---- | ---------------- | -------- |
| 2010 | Fernando Alonso  | Ferrari  |
| 2011 | Sebastian Vettel | Red Bull |
| 2012 | Sebastian Vettel | Red Bull |
| 2013 | Sebastian Vettel | Red Bull |

### Vittorie per pilota
| Vittorie | Pilota           | Anno(i)/Vettura                               |
| -------- | ---------------- | --------------------------------------------- |
| 3        | Sebastian Vettel | 2011/Red Bull - 2012/Red Bull - 2013/Red Bull |
| 1        | Fernando Alonso  | 2010/Ferrari                                  |

### Vittorie per scuderia
| Vittorie | Scuderia | Anno(i)/Pilota                                                        |
| -------- | -------- | --------------------------------------------------------------------- |
| 3        | Red Bull | 2011/Sebastian Vettel - 2012/Sebastian Vettel - 2013/Sebastian Vettel |
| 1        | Ferrari  | 2010/Fernando Alonso                                                  |